# 黃憲卿 (萬曆進士)
黃憲卿，号海茹，江西吉安府廬陵縣人，明朝政治人物。東林黨人。

## 生平
万历三十一年（1603年）癸卯科江西乡试举人，四十四年（1616年）丙辰科进士，都察院觀政，初授永州府永明县知县，治理卓异，民为其建生祠。天啓二年（1622年）六月考选，授南京陕西道御史，五年三月起补贵州道御史，五月河东巡盐，六年八月疏题盐政要务，七年巡视五城，五月巡按山东，八月与山东官员上疏为魏忠贤在济宁河乾建生祠，并请御賜祠名表勋。
崇禎元年（1628年）三月，由貴州道御史升為湖廣按察使下江道。八月，因为魏忠贤建生祠事，广东道御史冯明玠弹劾原任兵部尚书邵辅忠闲住、原任户部尚书李精白、湖广按察使黄宪卿、鸿胪寺少卿王用後削籍。

## 家族
曾祖黄耀。祖父黄茂用。父黄榜。